# Логинова, Евгения Андреевна
Евгения Андреевна Логинова (род. 1946, д. Солдари, Фалёнский район, Кировская область, СССР) — бригадир отделочников строительно-монтажного управления № 2 треста крупнопанельного домостроения имени 60-летия Союза ССР Министерства промышленного строительства СССР (Пермская область), Герой Социалистического Труда (1986).

## Биография
Родилась в 1946 году в деревне Солдари Фалёнского района Кировской области.
Окончив пермское строительное училище № 16, трудоустроилась в строительно-монтажное управление № 2 треста крупнопанельного домостроения Минпромстроя СССР. В 1972 году стала бригадиром бригады отделочников, в 1975 году ввела метод бригадного подряда, улучшала организацию труда, благодаря чему бригада многократно побеждала в социалистическом соревновании. В 1982 году окончила вечернее отделение Пермского строительного техникума.
Указом Президиума Верховного Совета СССР от 9 июля 1986 года «за выдающиеся производственные достижения, досрочное выполнение заданий одиннадцатой пятилетки по строительству объектов производственного, социально-культурного назначения, жилых домов и проявленный трудовой героизм» удостоена звания Героя Социалистического Труда с вручением ордена Ленина и золотой медали «Серп и Молот».
Избиралась членом Пермского горкома КПСС, членом президиума обкома профсоюза строителей и рабочих промстройматериалов. Делегат XXVII съезда КПСС (1986).
Проживала в городе Юрмала (Латвия). Сведений о дальнейшей судьбе нет.
Награждена 2 орденами Ленина (19.03.1981; 09.07.1986), орденом Трудовой Славы 3-й степени (21.04.1975), медалями.